# 亞歷山大·霍斯特
亞歷山大·霍斯特（德語：Alexander Horst，1982年12月20日—）是一名奧地利排球運動員，曾代表國家參加2012年倫敦奧運的男子沙灘排球比賽，並未獲得獎牌。